# RollerCoaster Tycoon
A RollerCoaster Tycoon egy számítógépes stratégiai játék, mely a vidámpark-építést szimulálja. Fejlesztői a MicroProse és Chris Sawyer, kiadója a Hasbro Interactive. A játék 1999-ben Microsoft Windowsra, később Xboxra is megjelent. Ez a program a RollerCoaster Tycoon sorozat legelső tagja. Később kiegészítő, második, illetve harmadik rész is készült.

## Fejlesztés
Alapvetően Chris Sawyer egy folytatást szeretett volna készíteni a sikeres Transport Tycoonhoz, de nagyon megtetszettek neki a hullámvasutak és inkább egy vidámpark szimulátoron kezdett dolgozni. A játékot Sawyer szinte teljesen Assemblyben írta, ami nagyon nagy munka, mivel a játék igen összetett. Néhány dolgot C-ben írtak meg, hogy passzoljon a Windows operációs rendszerhez.
A játékot eredetileg White Knuckle-nek akarták elnevezni, de a tycoon címek hagyománya és marketingszándékok miatt átnevezték.
Chris Sawyer több mint 30 millió dollárt kapott a 180 millió dolláros haszonból, melyet a játék hozott, ezzel az eredménnyel a RollerCoaster Tycoon lett minden idők legsikeresebb tycoon játéka.

## Játékmenet
A játékban előre elkészített pályákon kell különböző feladatokat teljesítenünk, amit többnyire azzal érhetünk el, ha egy sikeres vidámparkot építünk és tartunk fenn. A kulcs bármely vidámparkhoz az, hogy sokféle játékot építsünk a látogatóknak. Ehhez rengeteg hullámvasút típus és egyéb játékok, mint például az óriáskerék, a kísértetház és a körhinta áll a rendelkezésünkre. A játékos választhat az előre elkészített tervekből, vagy építhet saját maga is, az egyes darabok lefektetésével, irány, magasság és meredekség megadásával, valamint adhat hozzá speciális elemeket is, mint az átforduló. A játékos által készített attrakciókat tesztelni kell, az intenzitást ki kell egyenlíteni, mivel a látogatók igényei változatosak; néhányan az intenzívebb meneteket kedvelik, de egyesek pont ellenkezőleg.
A hullámvasutakat elővigyázatosan kell tervezni, hogy ne ütközzenek össze a kocsik. Egyes hullámvasutak nem kötött pályásak, és a kocsik kirepülhetnek a pályáról ha túl gyorsan mennek. A játékokat ellenőrizni kell, mert néha üzemzavar történik.
Az ilyen ellenőrzéseket, vagy esetleges problémákat a gépészek kezelik. Ezt a játékosnak nem kell irányítania, ha már van felfogadott gépész, ő rádiótelefonon kapja a hívásokat. A játékban a szerelőkön kívül szükség van takarítókra, kertészekre, valamint biztonsági őrökre. Emellett szórakoztató alkalmazottakat is felfogadhatunk, akik jó kedvre derítik a hosszú sorokban álló látogatókat.
A vidámpark tereprendezése nagyon költséges, de lehetséges. A játékos emelheti vagy csökkentheti a föld szintjét, vizet adhat hozzájuk, amivel növelheti a park vonzerejét, valamint a játékoknak helyet szoríthatunk vele. A pályán futó játékok (amelyek egy meghatározott pályán mennek), mint a hullámvasút vagy a vízi csúszda, akár föld alatt is mehetnek – részben, vagy teljesen is. A pályákat különböző díszítőelemekkel, valóságszerűbbé és szebbé varázsolhatjuk, azonban ez is pénzbe kerül. Az út mentén lámpákat, szemetesládákat (a látogatók ebbe dobják a szemetet) és padokat (a vendégek ezekre ülnek ha esznek valamit) lehet elhelyezni.
Mindezeket a költségvetésből kell kigazdálkodni. A játékosnak kell beállítania az egyes játékok, és a vidámparkba való belépéskor fizetendő összeg nagyságát.
Az alapjátékban 21 pálya van, de először ezekből csak az első 5-ön lehet játszani. Ha egy pályán teljesítjük a feladatot, megnyílik a sorban következő pálya. Néhány pályán a rendelkezésünkre álló terület üres, de többségük már vidámparkként üzemel, de egy megoldandó probléma miatt odafigyelést igényel, amit nekünk kell elvégeznünk.
A legtöbb pályán az a feladat, hogy a vidámparkban legalább a megadott számú vendég legyen, de lehet a cél a park értékének fejlesztése is. A játékban egy év csak nyolc hónapot karol fel, márciustól októberig (ezzel a valóságot tükrözi).

## Kiegészítők és folytatások
A játékhoz két hivatalos kiegészítő jelent meg. Az első a Corkscew Follies (Added Attractions az Egyesült Királyságban és Ausztráliában), mely új pályákat, játékokat és dekoratív elemeket tartalmaz. Az egyik legfontosabb újítása a szöveges tábla, melyen a díszítési funkción kívül akár le is zárhatunk egyes utakat, ezzel segítve a látogatókat az eligazodásban.
A második kiegészítő, a Loopy Landscapes, mely nagyjából ugyanezeket tartalmazza, azonban a dekoratív elemekből sokkal többet kínál. A legnagyobb különbség, hogy új célokkal színesíti a játékot, mint például a félig megépített hullámvasutak befejezése, egy megadott izgalmassági szint elérése, egy bizonyos minimum bevétel a játékokért fizetett jegyek árából hónapokon át, és tíz hullámvasút építése egy megadott izgalmassági szint felett. Előfordulnak olyan pályák is, ahol végtelen pénz és idő áll a rendelkezésünkre, hogy nagyon nagy számban legyenek látogatók a parkban, cserébe a park minőségét egy bizonyos szint felett kell tartani.
Két folytatás készült, a RollerCoaster Tycoon 2 (két hivatalos kiegészítővel, valamint egy játékosok által készítettel) valamint a RollerCoaster Tycoon 3 (szintén két hivatalos kiegészítővel), illetve egy speciális kiadás, a Rollercoaster Tycoon Deluxe, ami tartalmazza a RollerCoaster Tycoon-t, és mindkét kiegészítőjét.

## Fogadtatás
Az alap PC-s játékot széles körben dicsérték az egyszerűsége és a vidámpark-szimuláció megvalósítása miatt. A hullámvasút-tervező népszerű volt, és a lehetőségek tárházát kínálta a játékosoknak. A játékosok többsége hiányolta a homokozó módot (egy olyan pályát, ahol nincs pénzügyi korlát és nincsenek konkrét célok), és panaszkodtak, hogy az izometrikus nézet néha gondokat okoz.
Az Xbox-verzió vegyes értékeléseket kapott egy nagyon kis változtatás miatt: a különbség annyi, hogy nem voltak menügombok (az X és A gombok lenyomásával lehetett elérni), illetve a nagyító kurzor, melyet a jobb pöcökegér lenyomásával lehetett bekapcsolni.

## Különleges látogatók
Ha a látogatóknak bizonyos neveket állítunk be, befolyásolhatjuk viselkedésüket. Ezek a következők:
- Tony Day – A látogató sok hamburgert fog enni
- Katie Brayshaw – A látogató integet más látogatóknak
- Simon Foster – A látogató képeket fest
- Chris Sawyer – A látogató fényképez a parkban
- Melanie Warn – A látogató boldogsága 100%
- John Mace – A látogató a jegyek árának kétszeresét fizeti
- John Wardley – A látogató folyamatosan azt mondja, hogy „Wow”
- Damon Hill – A látogató gyorsabban vezeti a gokartot
- Michael Schumacher – A látogató gyorsabban vezeti a gokartot
- Mr Bean – A látogató sokkal lassabban vezeti a gokartot

## Fordítás
- Ez a szócikk részben vagy egészben  a   RollerCoaster Tycoon (game) című angol Wikipédia-szócikk fordításán alapul.  Az eredeti cikk szerkesztőit annak laptörténete sorolja fel. Ez a jelzés csupán a megfogalmazás eredetét és a szerzői jogokat jelzi, nem szolgál a cikkben szereplő információk forrásmegjelöléseként.